# Società Sportiva Chieti Calcio 2012-2013
Questa pagina raccoglie le informazioni riguardanti la Società Sportiva Chieti Calcio nelle competizioni ufficiali della stagione 2012-2013.

## Rosa
| N. |                      | Ruolo | Calciatore           |
| -- | -------------------- | ----- | -------------------- |
|    | Argentina (bandiera) | A     | Jonathan Alessandro  |
|    | Italia (bandiera)    | D     | Massimiliano Barbone |
|    | Italia (bandiera)    | A     | Riccardo Berardino   |
|    | Italia (bandiera)    | D     | Marco Bigoni         |
|    | Italia (bandiera)    | A     | Riccardo Capogna     |
|    | Italia (bandiera)    | P     | Andrea Cappa         |
|    | Italia (bandiera)    | C     | Michael Cardinali    |
|    | Italia (bandiera)    | C     | Lorenzo Del Pinto    |
|    | Italia (bandiera)    | A     | Claudio De Sousa     |
|    | Italia (bandiera)    | D     | Nicolas Di Filippo   |
|    | Italia (bandiera)    | C     | Antonio Di Properzio |
|    | Italia (bandiera)    | P     | Ivano Feola          |

| N. |                    | Ruolo | Calciatore            |
| -- | ------------------ | ----- | --------------------- |
|    | Italia (bandiera)  | D     | Matteo Gandelli       |
|    | Somalia (bandiera) | D     | Abel Gigli            |
|    | Italia (bandiera)  | A     | Andrea La Selva       |
|    | Italia (bandiera)  | C     | Domenico Mungo        |
|    | Italia (bandiera)  | D     | Alfonso Pepe          |
|    | Italia (bandiera)  | C     | Davide Petagine       |
|    | Italia (bandiera)  | C     | Michele Rinaldi       |
|    | Italia (bandiera)  | C     | Alessandro Rossi      |
|    | Italia (bandiera)  | C     | Fabio Rovrena         |
|    | Italia (bandiera)  | C     | Luca Verna            |
|    | Italia (bandiera)  | A     | Alessandro Viscontini |
|    | Italia (bandiera)  | C     | Fernando Vitone       |